# Bolbbalgan4
Bolbbalgan4 (kor. 볼빨간 사춘기, znane też jako Blushing Youth i BOL4) – południowokoreański duet założony w 2016 roku przez Shofar Music. Duet składa się z Ahn Ji-young oraz Woo Ji-yoon. Wzięły udział w programie Superstar K6 w 2014 roku, przed podpisaniem kontraktu z obecną agencją. Zadebiutowały 22 kwietnia 2016 roku wydając minialbum Red Ickle.
2 kwietnia 2020 roku Shofar Music ogłosiło, że Woo Ji-yoon opuściła duet, a Ahn Ji-young nadal będzie występować jako Bolbbalgan4.

## Formacja
Jiyoung i Jiyoon wychowywały się w Yeongju, w Gyeongsangu Północnym, gdzie chodziły razem do klasy w liceum. Od dzieciństwa marzyły o zostaniu piosenkarkami. Ahn Ji-young wyjaśniła w wywiadzie, że „zawsze chciała grać prawdziwą i szczerą muzykę, taką jak dojrzewanie, więc tak nazwaliśmy zespół”. Jiyoon przedstawia „zarumienioną” (kor. 볼빨간) część nazwy, ponieważ jest nieśmiała, a Jiyoung portretuje „dorastanie” (kor. 사춘기), ponieważ zachowuje się bardziej dojrzale.

## Członkinie
- Ahn Ji-young (kor. 안지영), ur. 14 września 1995(dts) – główna wokalistka[7]
- Woo Ji-yoon (kor. 우지윤), ur. 6 stycznia 1996(dts) – gitarzystka i basistka, raperka, wokalistka[7]

## Dyskografia

### Albumy studyjne
- Red Planet (2016)

### Minialbumy
- Red Ickle (2016)
- Red Diary Page.1 (2017)
- Red Diary Page.2 (2018)
- Puberty Book I Bom (2019)
- Two Five (2019)
- Puberty Book II Pum (2020)
- Seoul (2022)

### Single
- „Ssaunnal” (kor. 싸운날, ang. Fight Day) (2016)
- „Ujuleul julge” (kor. 우주를 줄게, ang. Galaxy) (2016)
- „Naman andoeneun yeon-ae” (kor. 나만 안되는 연애, ang. Hard To Love) (2016)
- „Johdago malhae” (kor. 좋다고 말해, ang. Tell Me You Love Me) (2016)
- „Sseomtalkkeoya” (kor. 썸탈꺼야, ang. Some) (2017)
- „Naui sachungiege” (kor. 나의 사춘기에게, ang. To My Youth) (2017)
- „Yeohaeng” (kor. 여행, ang. Travel) (2018)
- „Balamsalam” (kor. 바람사람, ang. Wind) (2018)
- „Bom” (kor. 나만, 봄 Naman, bom) (2019)
- „Byeol boleo gallae?” (kor. 별 보러 갈래?, ang. Stars Over Me) (2019)
- „Workaholic” (kor. 워커홀릭) (2019)
- „Leo” (kor. 나비와 고양이) (featuring Baekhyun) (2020)
- „Hug” (kor. 품) (2020)
- „Atlantis Princess” (kor. 아틀란티스 소녀) (2020)
- „Dancing Cartoon” (2020)
- „Butterfly Effect” (kor. 나비효과) (2021)
- „Space” (kor. 너는 내 세상이었어) (2021)
- „Seoul”  (2022)

Współpraca
- „Romantic Wish” (2016) (z Sweden Laundry, Vanilla Acoustic, Kim Ji-soo, Kim Sa-rang, 20 Years Of Age i Letter Flow)
- „Nam-i doel su iss-eulkka” (kor. 남이 될 수 있을까, ang. We Loved) (2017) (z 20 Years of Age)
- „#cheos-sarang” (kor. #첫사랑, ang. #first love) (2018) (z Dingo)

Featuring
- „Ulijib-eul mos chajgessgun-yo” (kor. 우리집을 못 찾겠군요, ang. Lost Without You) (2017) (Mad Clown feat. Bolbbalgan4)
- „Mohae” (kor. 모해) (2017) (San E feat. Bolbbalgan4)

Ścieżki dźwiękowe
| Rok  | Tytuł                                                  | Album                               |
| ---- | ------------------------------------------------------ | ----------------------------------- |
| 2014 | "Hidden Path" (kor. 가리워진 길)                       | Misaeng OST Part 4                  |
| 2016 | "Dream" (kor. 드림)                                    | Hwarang OST Part 3                  |
| 2017 | "You and I From the Beginning" (kor. 처음부터 너와 나) | Gunju – Gamyeon-ui ju-in OST Part 2 |

## Filmografia

### Teledyski
- „Ssaunnal” (2016)
- „Ujuleul julge” (2016)
- „Naman andoeneun yeon-ae” (2016)
- „Johdago malhae” (2016)
- „Nam-i doel su iss-eulkka” (2017)
- „Imagine” (kor. 상상) (2017)
- „Blue” (2017)
- „Sseomtalkkeoya” (2017)
- „Fix Me” (kor. 고쳐주세요) (2017)

## Nagrody i nominacje
| Rok  | Nagroda                 | Nominowany                                                    | Kategoria                               | Wynik     |
| ---- | ----------------------- | ------------------------------------------------------------- | --------------------------------------- | --------- |
| 2016 | Melon Music Awards      | „Ujuleul julge”                                               | Indie Genre Award                       | Wygrana   |
| 2016 | Mnet Asian Music Awards | Bolbbalgan4                                                   | Hotels Combined Artist of the Year      | Nominacja |
| 2016 | Mnet Asian Music Awards | Bolbbalgan4                                                   | Best New Female Artist                  | Nominacja |
| 2017 | Asia Artists Awards     | Bolbbalgan4                                                   | Best Entertainer Award (Music Category) | Wygrana   |
| 2017 | Gaon Chart Music Awards | „Johdago malhae”                                              | Song of the Year – December             | Nominacja |
| 2017 | Gaon Chart Music Awards | Bolbbalgan4                                                   | Indie Discovery of the Year             | Wygrana   |
| 2017 | Golden Disc Awards      | Bolbbalgan4                                                   | Nowy artysta roku                       | Wygrana   |
| 2017 | Golden Disc Awards      | Bolbbalgan4                                                   | Popularity Award                        | Nominacja |
| 2017 | Golden Disc Awards      | Bolbbalgan4                                                   | Asian Choice Popularity Award           | Nominacja |
| 2017 | Korean Music Awards     | „Ujuleul julge”                                               | Piosenka roku                           | Wygrana   |
| 2017 | Korean Music Awards     | „Ujuleul julge”                                               | Najlepsza piosenka popowa               | Nominacja |
| 2017 | Korean Music Awards     | Bolbbalgan4                                                   | Nowy artysta roku                       | Nominacja |
| 2017 | Melon Music Awards      | „Johdago malhae”                                              | Najlepsza piosenka                      | Nominacja |
| 2017 | Melon Music Awards      | Red Diary Page. 1                                             | Najlepszy album                         | Nominacja |
| 2017 | Melon Music Awards      | Bolbbalgan4                                                   | Najlepszy artysta                       | Nominacja |
| 2017 | Melon Music Awards      | Bolbbalgan4                                                   | Top 10 Artists                          | Wygrana   |
| 2017 | Melon Music Awards      | Bolbbalgan4                                                   | Kakao Hot Star                          | Nominacja |
| 2017 | Melon Music Awards      | „Ulijib-eul mos chajgessgun-yo” (Mad Clown feat. Bolbbalgan4) | Najlepszy Rap / Hip Hop                 | Nominacja |
| 2017 | Melon Music Awards      | „You and I From the Beginning”                                | Najlepszy OST                           | Nominacja |
| 2017 | Mnet Asian Music Awards | Bolbbalgan4                                                   | Artysta roku                            | Nominacja |
| 2017 | Mnet Asian Music Awards | „Johdago malhae”                                              | Best Vocal Performance – Group          | Wygrana   |
| 2017 | Mnet Asian Music Awards | „You and I From the Beginning”                                | Best OST                                | Nominacja |